# Лодзько-Познанська єпархія
Лодзько-Познанська єпархія є однією з єпархій Польської Автокефальної Православної Церкви, що охоплює центральні та західні регіони Польщі.

## Історія створення
- 1948 рік: Єпархія була заснована під назвою Лодзько-Вроцлавська.
- 1951 рік: Після реорганізації отримала сучасну назву — Лодзько-Познанська єпархія.

## Адміністративний поділ
Єпархія поділена на три благочиння:
1. Лодзьке благочиння: Охоплює парафії в містах Лодзь, Каліш, Пйотркув-Трибунальський та Познань.
2. Краківське благочиння: Включає парафії в Кракові, Сосновці, Ченстохові, Радомі та Кельцях.
3. Бидгощське благочиння: Парафії розташовані в Бидгощі, Торуні та Влоцлавеку.

## Кафедральний собор
Головним храмом єпархії є Олександро-Невський собор, розташований у місті Лодзь.

## Сучасний стан
Сьогодні Лодзько-Познанська єпархія є найбільшою за територією серед православних єпархій у Польщі, проте найменшою за кількістю парафій.
Єпархія активно функціонує, обслуговуючи духовні потреби православних вірян у центральних та західних регіонах Польщі.